# Classe Azalea
La classe Azalea fu una sottoclasse di 12 dragamine o sloop-dragamine ordinati nel maggio 1915 sotto all'Emergency War Programme dalla Royal Navy come parte della classe Flower; la classe è anche conosciuta come Cabbage class, "classe dei cavoli", o Herbaceous Borders, "confini erbacei". Differivano dalle precedenti classe Acacia solo perché montavano un armamento più pesante, con cannoni da 120 o 102 mm invece che i cannoni da 12 lb delle precedenti unità.
Erano navi dragamine ad elica singola con scafo triplo a prua come protezione da eventuali incidenti con le mine.

## Unità
| Nome           | Costruttore                                       | Varo              | Destino finale |
| -------------- | ------------------------------------------------- | ----------------- | --- |
| HMS Azalea     | Barclay Curle & Company, Whiteinch                | 10 settembre 1915 | Venduta per essere demolita il 1 febbraio 1923 |
| HMS Begonia    | Barclay Curle                                     | 26 agosto 1915    | Divenne una Q-Ship il 9 agosto 1917 col nome Q10 (SS Dolcis Jessop), affondò per la collisone con l'U-boot tedesco U-151 davanti a Casablanca il 2 ottobre 1917. |
| HMS Camellia   | Bow, McLachlan and Company, Paisley               | 25 settembre 1915 | Venduta per essere demolita il 15 gennaio 1923 |
| HMS Carnation  | Greenock & Grangemouth Dockyard Company, Greenock | 6 settembre 1915  | Venduta per essere demolita il 14 gennaio 1922 |
| HMS Clematis   | Greenock & Grangemouth                            | 29 luglio 1915    | Venduta per essere demolita il 5 febbraio 1931 |
| HMS Heliotrope | Lobnitz & Company, Renfrew                        | 10 settembre 1915 | Venduta per essere demolita il 7 gennaio 1935 |
| HMS Jessamine  | Swan Hunter & Wigham Richardson, Wallsend         | 9 settembre 1915  | Venduta per essere demolita il 21 dicembre 1922 |
| HMS Myrtle     | Lobnitz & Company                                 | 11 ottobre 1915   | Affondò per una mina nel Golfo di Finlandia il 16 luglio 1919.                                                                                                   |
| HMS Narcissus  | Napier & Miller, Old Kilpatrick                   | 22 settembre 1915 | Venduta per essere demolita il 6 settembre 1922 |
| HMS Peony      | Archibald McMillan & Son, Dumbarton               | 27 ottobre 1915   | Venduta il 20 agosto 1919, divenne il mercantile Ardena. |
| HMS Snowdrop   | Archibald McMillan                                | 7 ottobre 1915    | Venduta per essere demolita il 15 gennaio 1923 |
| HMS Zinnia     | Swan Hunter                                       | 12 agosto 1915    | Venduta alla marina belga il 19 aprile 1920 e mantenne lo stesso nome.                                                                                           |